# Erotica (album)
Erotica è il quinto album discografico della cantante statunitense Madonna, pubblicato nel 1992 dalla Maverick Records e dalla Warner Bros. Records. L'album fu pubblicato contemporaneamente al primo libro di Madonna, Sex, un coffee table book contenente fotografie esplicite della cantante. Questo disco segnò la prima uscita discografica di Madonna con la società di intrattenimento multimediale da lei stessa fondata, la Maverick Records. Erotica è un concept album che parla d'amore e di sesso. Madonna in questo disco parla attraverso l'alter ego Dita, ispirato all'attrice Dita Parlo. I brani hanno un tono più intimistico rispetto ai precedenti lavori: uno di essi, ad esempio, è ispirato alla perdita di alcuni suoi amici a causa dell'AIDS.
L'album fu registrato a New York con Shep Pettibone e Andrè Betts mentre la cantante era impegnata anche su altri progetti. Pettibone le inviò una registrazione con tre canzoni mentre la popstar si trovava a Chicago e poco dopo la produzione iniziò nel suo appartamento. Secondo Pettibone, le composizioni di Madonna erano molto serie e intense, e spinsero la direzione creativa delle canzoni in un territorio profondamente personale. Pettibone mantenne una cronistoria della lavorazione e la pubblicò in un articolo dal titolo Erotica Diaries sul fanzine Icon.
Le recensioni da parte dei critici musicali furono generalmente positive, considerandolo come uno degli album più audaci della cantante ed elogiando Madonna per aver parlato dei tabù dell'amore e dell'AIDS. Da un punto di vista commerciale il disco ebbe meno successo rispetto ai precedenti. Raggiunse la posizione numero due della classifica generale di Billboard, diventando il primo album in studio di Madonna a non raggiungere la prima posizione dal suo debutto. A livello internazionale raggiunse la vetta delle classifiche in Australia e in Francia, mentre in altri paesi come Canada, Germania, Giappone, Nuova Zelanda e Regno Unito arrivò solo tra i primi cinque posti. Fu certificato doppio disco di platino dalla Recording Industry Association of America (RIAA) e vendette più di sei milioni di copie in tutto il mondo. Ne vennero estratti sei singoli; tra di essi Erotica e Deeper and Deeper entrarono nella Billboard Hot 100. Il disco fu anche promosso con il The Girlie Show Tour, che fece tappa nelle principali città dell'Europa, del Nord America, dell'America Latina, dell'Asia e dell'Australia nel 1993. Inizialmente eclissato dalla polemica causata dal libro Sex, Erotica è considerato uno dei più sottovalutati album della carriera di Madonna, ma fu successivamente inserito tra i "Cento migliori album degli anni '90" da Slant Magazine.

## Produzione
Erotica è il quinto album registrato in studio da Madonna, e co-prodotto insieme a Shep Pettibone e André Betts. Presenta una nuova musicalità per la popstar, che alterna su ritmi sincopati parti cantate ad altre parlate.
Secondo Pettibone in un articolo Erotica Diaries pubblicato sulla rivista Icon, egli produsse un nastro con tre canzoni da fare ascoltare a Madonna, prima che quest'ultima volasse verso Chicago per registrare il film A League of Their Own. Madonna ascoltò le canzoni e le piacquero tutte. Dopo la fine delle riprese, Madonna incontrò Pettibone a New York e i due iniziarono a lavorare nel novembre del 1991. Inizialmente, i loro incontri erano sporadici, perché Madonna aveva iniziato a lavorare con Steven Meisel per il libro Sex. Inizialmente a Madonna non piacquero il primo gruppo di canzoni da lei registrate. Lei voleva che Erotica fosse un poco più crudo. Anche Deeper and Deeper non funzionava inizialmente. Pettibone affermò che nel corso della sua produzione fu cambiata ripetutamente, e Madonna alla fine volle al suo interno il suono della chitarra flamenca. Pettibone affermò che Madonna dirigeva il processo creativo e che le canzoni assumessero un tono melanconico perché entravano in un tono personale. Madonna lasciò nuovamente la registrazione per lavorare sul film Body of Evidence - Il corpo del reato in Oregon. Nel frattempo Pettibone iniziò a lavorare sulla canzone Goodbye to Innocence che non dava i risultati sperati. Durante la registrazione della canzone Madonna cantava le parole della canzone Fever di Little Willie John invece delle parole originali della canzone scritta da Pettibone. Così i due decisero di registrare Fever nell'agosto del 1992 e il risultato fu buono. Quest'ultima fu l'ultima ad essere registrata per l'album.

## Pubblicazione
Erotica è il primo album pubblicato dalla Maverick Records, neo etichetta discografica fondata da Madonna nel 1992, ed uscito in concomitanza con il libro fotografico Sex.
In Italia l'album è stato pubblicato il 16 ottobre 1992 mentre negli Stati Uniti è stato pubblicato in due versioni: una versione completa e con l'adesivo della Parental Advisory, ed una seconda versione "clean", priva della canzone Did You Do It?, un rap molto esplicito, interpretato dai rapper Mark Goodman e Dave Murphy, sulla musica di Waiting, altra canzone contenuta nello stesso album.

## Titolo
Il titolo Erotica rimanda ai contenuti dell'album: all'amore in tutti i suoi aspetti e le sue sfaccettature, dal carattere più istintivo che può assumere il sesso, alle delusioni amorose, alla dolcezza dell'innamoramento fino alla lotta contro i pregiudizi sessuali. Nelle sue intenzioni Madonna voleva pubblicare una sorta di "enciclopedia" musicale sugli atteggiamenti sessuali e amorosi dell'essere umano.

## Tematiche
I temi trattati nell'album coprono tematiche che spaziano dall'amore, alla morte, alla sofferenza, al ricordo, al sesso come rivoluzione, libertà, lussuria, ed alla vita.
Le canzoni Why's It So Hard e In This Life esprimono una posizione tesa a combattere i pregiudizi, in particolare contro gli omosessuali. Nella prima Madonna esorta "fratelli e sorelle" a lottare contro il sistema per rivendicare il diritto ad un amore libero all'interno di una società che tende a "castrare" l'amore. Il brano è un generico inno all'amore libero e spontaneo senza le mediazioni dell'approvazione sociale. In This Life è invece una triste ballata scritta contro i pregiudizi nei confronti degli omosessuali. Madonna compose il brano dopo la morte di suoi due amici omosessuali morti di AIDS e nel testo la cantante spera che prima o poi si decida di smetterla di giudicare le persone in base ai loro orientamenti sessuali.

## Brani
Erotica è un album pop e dance. Erotica, la canzone che dà il titolo all'album, è il singolo di apertura ed è descritta come "un inno al sadomasochismo". Madonna si presenta con lo pseudonimo di Dita ("My name is Dita"), ed invita il suo amante ad essere accondiscendente, mentre gli ordina «Do as I say» ("Fa come ti dico") e lo porta a esplorare il confine che c'è tra dolore e piacere.
Segue Fever cover della canzone di Little Willie John del 1956.
La terza canzone Bye Bye Baby inizia dicendo: «This is not a love song» ("Questa non è una canzone d'amore") e continua facendo domande ad un amante che è sul punto di abbandonare. Madonna chiede con rabbia: «Does it make you feel good to see me cry?» ("Ti fa stare bene vedermi piangere?").
La quarta canzone e secondo singolo estratto dall'album Erotica, Deeper and Deeper è stata definita da Rolling Stone uno dei momenti di «disco puro». Il bridge del brano  caratterizzato dal suono della chitarra flamenca e il testo riguarda un ragazzo che viene a patti con la propria omosessualità. Il brano rende omaggio alla hit Vogue riportando nel finale le strofe "You've got to just let your body move to the music / You've got to just let your body go with the flow".
Nella traccia seguente, Where Life Begins, Madonna promette di insegnare «A different kind of kiss» (‘Un tipo diverso di bacio’) e continua parlando dei piaceri del sesso orale, facendo riferimento al sesso sicuro.
La traccia numero sei, Bad Girl parla di una donna che preferisce ubriacarsi prima di terminare una relazione, perché è troppo nevrotica per gestirla.
La settima traccia, Waiting descritta come una "yearning ballad", il cui testo parla di rifiuto e di un amore non corrisposto. Slant Magazine la considerò come il sequel di Justify My Love.
L'album continua con Thief of Hearts, una canzone scura e rombante, in cui Madonna usa il linguaggio tipico dei testi hip hop per tenere lontana una rivale in amore. La canzone inizia con un rumore di bicchieri che si rompono, seguita da una parte parlata in cui Madonna si rivolge direttamente alla rivale chiedendole: «Which leg do you want me to break?» ("Quale gamba vuoi che ti rompa?"), per poi prenderla in giro dicendo: «Little miss thinks she can have his child / Well anybody can do it» ("La signorina crede di potersi tenere il bambino, tutti possono farlo").
La canzone seguente, Words, viene vista in un continuum con Thief of Hearts, sia per il testo forte sia per le percussioni utilizzate.
Segue Rain, quinto singolo estratto dall'album, tratta il tema della speranza e dell'attesa di un amore.
La canzone seguente, Why's It So Hard, è stata messa a confronto con la canzone Keep It Together dell'album Like a Prayer ed è un appello alla solidarietà; Madonna, infatti, canta: «Why's it so hard to love one another?» ("Perché è difficile amarci l'un l'altro?").
In This Life fu scritta da Madonna in memoria di un suo amico morto a causa dell'AIDS. Madonna canta "Seduta su una panchina/Sto pensando ad un mio amico/Aveva solo ventitré anni/Se n'è andato prima del tempo/Tutto è accaduto senza alcun preavviso/Lui non voleva che i suoi amici lo vedessero piangere/Sapeva che i suoi giorni stavano tramontando/E io non ho nemmeno avuto l'occasione di dirgli addio".
La tredicecima traccia del disco, Did You Do It?  è stata realizzata in collaborazione con i rapper Mark Goodman e Dave Murphy. Fu esclusa dalla versione pulita del disco perché considerata troppo esplicita. Andrés Betts affermò che mentre Madonna era assente per divertimento iniziò a fare del rap sulle note della canzone Waiting e quando la cantante ascoltò il rap se ne innamorò.
Secret Garden è la canzone che chiude l'album ed è stata descritta come la traccia più intima dell'album. La canzone è dedicata alla vagina, «il luogo segreto in cui può divertirsi». La canzone contiene un ritmo jazz-house.

## Promozione
A causa degli scandali e delle polemiche che hanno coinvolto il libro e l'album, Madonna non ebbe alcun bisogno di promuoverlo. Tuttavia, Madonna apparve sulla copertina del mese di ottobre di Vogue, dove compariva vestita secondo la moda hippie. Queste fotografie furono scattate da Meisel. Dopo la pubblicazione del libro, il 22 ottobre del 1992, MTV trasmise uno speciale intitolato The Day in Madonna presentato da Kurt Loder, che descrisse l'uscita del libro e del disco Erotica, portando il libro nelle strade tra la gente, permettendo alle persone, tra cui un terapista sessuale e un gruppo di dominatrici reali di vederlo.
Madonna si esibì inoltre in Fever e Bad Girl al Saturday Night Live nel gennaio del 1993. Durante l'ultima canzone, Madonna imitò il gesto di Sinéad O'Connor, che strappò la foto di Papa Giovanni Paolo II gridando "Fight the real enemy". In quell'occasione Madonna strappò la foto di Joey Buttafuoco. Nel The Arsenio Hall Show, Madonna si esibì cantando la versione originale di Fever, cantò inoltre The Lady Is a Tramp con Anthony Kiedis dei Red Hot Chili Peppers, vestita con una elegante gonna, calze, canotta di pelle e cappello con orecchie da gatto. Il 2 settembre 1993, Madonna aprì gli MTV Video Music Awards 1993 cantando Bye Bye Baby, ballando una coreografia ad alto contenuto sessuale con tre donne svestite in un'ambientazione simile a un bordello, vestita con uno smoking e un cappello.
Oltre alla promozione del libro fotografico Sex, Madonna ha intrapreso, nel 1993, il tour mondiale The Girlie Show, in supporto all'album Erotica. Un altro progetto per Madonna è il film Body Of Evidence - Il Corpo del Reato, diretto da Uli Edel, interpretato insieme a William Dafoe.

### Tour promozionaleThe Girlie Show

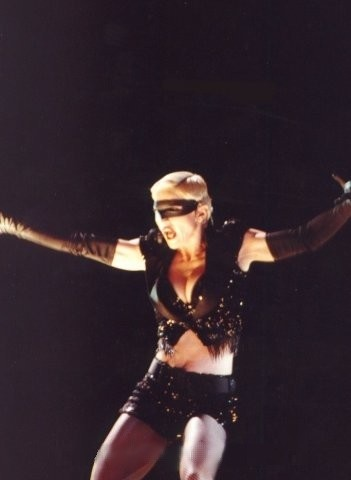
Madonna interpreta la canzone Erotica in un concerto del Girlie Show Tour.

Per promuovere l'album Erotica Madonna ha intrapreso il "The Girlie Show", abbreviato ed adattato ulteriormente come il Girlie Show, tour mondiale partito il 25 settembre 1993 dal Wembley Stadium di Londra e conclusosi il 19 dicembre 1993 al Tokyo Dome di Tokyo.
Il tour è stato diretto e progettato dal fratello Christopher Ciccone, con uno show liberamente ispirato ad un sexy-circo, e con abiti disegnati da Dolce & Gabbana, che hanno realizzato ben 1500 costumi[2][3]. Il tour che ha supportato la promozione dell'album Erotica e che ha portato Madonna ad esibirsi in tutto il mondo, è stato un successo enorme, anche con molte critiche, riuscendo a totalizzare in Brasile per una sola tappa, nello stadio Maracanà, 120.000 persone.

## Accoglienza
Erotica non rappresenta il successo sperato, sia per le vendite complessive dell'album (a livello mondiale Erotica ha venduto circa 6 milioni di copie), molto meno rispetto agli standard di vendite a cui Madonna era stata abituata fino a quel momento. Quasi tutta la critica bollò l'album come superficiale e sensazionalistico, attribuendo ad Erotica critiche per lo più negative, anche come controverso e scandaloso.
Negli Stati Uniti si fermò alla seconda posizione in classifica, vendendo oltre 2 milioni di copie. Nel Regno Unito, in cui attualmente le vendite ammontano a 800 000 copie, venne certificato doppio disco di platino.
Madonna spiegò che sia l'album, sia il libro Sex, erano un colossale atto di sfida contro una società troppo chiusa nei confronti del sesso, e che le sue intenzioni artistiche erano non solo vere, ma profondamente sentite, in quanto aveva dovuto fondare una casa di produzione sua, la Maverick, per poter pubblicare la sua ultima fatica, dato che nessuna casa discografica intendeva correre rischi. Tali spiegazioni non riuscirono a salvare l'album e le vendite furono basse, facendo così di Erotica oltre che un flop commerciale, l'album meno venduto della cantante dopo American Life, MDNA e Rebel Heart (il meno venduto della sua carriera).
Nel 1994 nell'album Bedtime Stories, ultima grande provocazione sessuale di Madonna che si stava preparando alla svolta più sobria di Evita e più spirituale in Ray of Light, ha voluto esprimere un suo parere al riguardo nel brano Human Nature, ribadendo ironicamente l'assoluta assenza di rimpianti ("OPS non sapevo che non potevo parlare di sesso") e che continua, dicendo esplicitamente, "non sono la tua stronza, non tirarmi la tua merda addosso" ("I'm not your bitch, don't hang your shit on me").
Alcune critiche odierne considerano l'album Erotica come uno dei più coraggiosi e migliori di Madonna per la sua originalità e per l'arditezza dei temi trattati, nonché uno dei più sperimentali.

## Tracce
1. Erotica – 5:20 (Madonna, Shep Pettibone, Anthony Shimkine)
2. Fever – 5:00 (John Davenport, Eddie Cooley)
3. Bye Bye Baby – 3:56 (Madonna, Shep Pettibone, Anthony Shimkine)
4. Deeper and Deeper – 5:33 (Madonna, Shep Pettibone, Anthony Shimkine)
5. Where Life Begins – 6:00 (Madonna, Andre Betts)
6. Bad Girl – 5:24 (Madonna, Shep Pettibone, Anthony Shimkine)
7. Waiting – 5:45 (Madonna, Andre Betts)
8. Thief of Hearts – 4:50 (Madonna, Shep Pettibone, Anthony Shimkine)
9. Words – 5:55 (Madonna, Shep Pettibone, Anthony Shimkine)
10. Rain – 5:20 (Madonna, Shep Pettibone)
11. Why's It So Hard – 5:25 (Madonna, Shep Pettibone, Anthony Shimkine)
12. In This Life – 6:25 (Madonna, Shep Pettibone)
13. Did You Do It? – 4:55 (Madonna, Andre Betts)
14. Secret Garden – 5:31 (Madonna, Andre Betts)

Note
- Did You Do It?, omessa nella versione non esplicita, contiene cameo vocali di Mark Goodman e Dave Murphy
- Erotica contiene due campionamenti:
  - il primo da Jungle Boogie (1973), inciso dal gruppo musicale Kool and the Gang e scritto da Robert Earl Bell, Ronald Nathan Bell, Donald Boyce, George Melvin Brown, Robert Spike Mickens, Claydes Charles Smith, Clifford Adams e Dennis Thomas.
  - il secondo da El Yom 'Ulliqa 'Ala Khashaba, eseguito da Fairuz.

## Brani scartati e demo
- Erotic/You Thrill Me: versione alternativa di Erotica
- Dear Father (Madonna, Andre Betts, Mic Murphy)
- Shame (Madonna, Shep Pettibone, Tony Shimkin)
- You Are the One (Madonna, Shep Pettibone, Tony Shimkin)
- Goodbye to Innocence: inserita nella compilation Just Say Roe

## Classifiche

### Classifiche settimanali
| Classifica (1992) | Posizione massima |
| ----------------- | ----------------- |
| Argentina         | 1                 |
| Australia         | 1                 |
| Austria           | 10                |
| Belgio            | 9                 |
| Brasile           | 1                 |
| Canada            | 4                 |
| Danimarca         | 2                 |
| Finlandia         | 1                 |
| Francia           | 1                 |
| Germania          | 5                 |
| Giappone          | 5                 |
| Grecia            | 3                 |
| Islanda           | 10                |
| Irlanda           | 5                 |
| Italia            | 2                 |
| Norvegia          | 11                |
| Nuova Zelanda     | 5                 |
| Paesi Bassi       | 13                |
| Portogallo        | 6                 |
| Regno Unito       | 2                 |
| Spagna            | 5                 |
| Stati Uniti       | 2                 |
| Sudafrica         | 28                |
| Svezia            | 6                 |
| Svizzera          | 5                 |
| Ungheria          | 15                |

| Classifica (2006–23) | Posizione massima |
| -------------------- | ----------------- |
| Danimarca            | 69                |
| Scozia               | 55                |

### Classifiche di fine anno
| Classifica (1992) | Posizione |
| ----------------- | --------- |
| Australia         | 30        |
| Canada            | 32        |
| Finlandia         | 40        |
| Giappone          | 88        |
| Italia            | 40        |
| Spagna            | 67        |
| Regno Unito       | 27        |
| Classifica (1993) | Posizione |
| Australia         | 49        |
| Canada            | 32        |
| Stati Uniti       | 61        |